# Bucht von Yawri
Die Bucht von Yawri (englisch Yawri Bay) ist eine Meeresbucht im Atlantik vor der zentralen Westküste Sierra Leones.

## Beschreibung
Sie grenzt an die Provinzen Western Area und Southern. Die Bucht ist ein Meeresschutzgebiet und umfasst eine Fläche von knapp 196 Quadratkilometer.
Die Nordwestgrenze der Yawri-Bucht bilden die Banana Islands. Die Festland-Küstenlinie von etwa 70 Kilometer wird von 29.505 Hektar Schlickwattgebiet mit Mangroven bedeckt, was mehr als 16 Prozent des gesamten Mangrovenvorkommens im Land entspricht.
Die Bucht erhält durch die Flüsse Ribi, Bumpe und Kagboro Creek Zufluss. Es gibt mindestens 46 Vogelarten, wobei es mindestens 20.000 Watvögel (Stand 1991) geben soll. Sie sind einer starken Bedrohung ausgesetzt. Das größte Säugetier in der Yawri-Bucht ist die Rundschwanzseekuh.